# Boku no Pico
 (јап. ぼくのぴこ — мој Пико) јапанска је троделна оригинална видео анимација. Иако делови истог серијала, све три епизоде немају повезних тачака сем главног лика Пика. Такође, све три епизоде је режирао Кацујоши Јатабе, а издао анимациони студио Начурал хај.
Продуцент Сеиџи Канеко је ово остварење описао као први шотакон аниме. Осим епизода, серијалу је додато манга издање и дискови са музиком. Услед високе цене производње, Канеко наглашава да су претходно вршена истраживања јавности ради спознаје реакција људи на радњу и ликове.

## Продукција
За прву епизоду, Boku no Pico, музику је компоновао Докотор Ти, док је продуцент Канеко. Издата је 7. септембра 2006. Цензурисана верзија, погоднија за малолетне, издата је 11. новембра 2007. За другу, Pico to Chico, музику је компоновао Клинтон Хаиока, док је продуцент Ентони Чанг. Епизода је издата 19. априла 2007. За трећу, Pico x Coco x Chico, музику је компоновао Шинобу, а продуцент је Канеко. Издата је 9. октобра 2008.

## Главни ликови
Главни лик оригиналних видео анимација је Пико (ぴこ), дечак тек ушао у пубертет. Он ради у дединој кафани као келнер. Тамоцу „Мокун“ (タモツ 『モッくん』) јесте младић, посетилац кафане, а иначе службеник. Вођен погрешном мишљу да је упознао девојчицу, он заводи Пика. Чико (ちこ) је дечак кога следећег лета Пико види како се купа наг у реци. Њих двојица се спријатеље и виде Чикову сестру како се самозадовољава. Последњи је Коко (ここ), дечак се дугом црном косом.

## Издавање
Све три епизоде су издаване на дигиталном вишенаменском диску у периоду од 2006. до 2008. године. Компилацију која садржи прве две епизоде као и компакт диск са музиком издао је Софт он дименд 19. априла 2007. Прва оригинална видео анимација је обрађена и 11. новембра 2007. издата као прилагођена малолетним гледаоцима. Име епизоде је промењено из Boku no Pico у Pico: Boku no Chiisana Natsu Monogatari (јап. pico〜ぼくの小さな夏物語 — моја мала летња прича).
Један број манга издања, Ame no Hi no Pico to Chico (јап. 雨の日のぴことちこ — кишни дан за Пика и Чика), објављен је 2007. у мајском издању часописа Ханаота (花音). Мангу је написала Аој Мадока. Такође, 6. априма 2008, продуцент Сеиџи Канеко је објавио да се планира производња видео игре са Пиком и Чиком. Игрица је издата 29. јануара 2010. у Јапану.
Компилација песама коришћених у серији, Boku no Piko PV Song Collection: Boku, Otoko no Ko Dayo (јап. ぼくのぴこ PV Song Collection: 〜ぼく、男の子だよ〜), издата је у Јапану 9. јула 2009. Садржи и музичке спотове са ликовима из анимеа, а укупно траје пола сата. Укључује и караоке сваке песме, као и верзију са текстом за упоредно певање. Ту су и оне три коришћене као уводне и изводне шпице за појединачне епизоде. То су Koi wo Shiyou Yo (恋をしようよ — заљубимо се) из прве епизоде, Natsuyasumi (夏休み — летњи одмор) из друге епизоде и Tsuretette (連れてって — узми ме) из треће епизоде.

## Радња анимеа
Boku no Pico (ぼくのぴこ) (7. септембар 2006)
Феминизирани дечак Пико током лета ради у дединој кафани. Нада се да ће упознати неке пријатеље, јер их тренутно нема. Знајући за то, његов деда га упознаје са редовном муштеријом Тамоцуом, кога Пико назива Мокун. Мислећи да је Пико девојчица због плаве косе и женске келнерске одеће, Тамоцу га заводи. Мокун Пика орално задовољава у својим колима. То се дешава и у кући, након што Пико обуче хаљину, поклон од Тамоцуа. Увидећи да га Мокун гледа као на сексуални објекат, Пико сече своју боб/паж косу на кратку и одлази. Мокун га налази на обали, а њих двојица имају секс помирења.
Pico to Chico (ぴことちこ) (19. април 2007)
Наредног лета, Пико током шетње среће дечака Чика док се овај купао наг у потоку. Њих двојица се спријатеље и договарају да оду до Чика. Након доласка кући, Чико показује госту таван. Мало су сачекали, а онда је он одшкринуо отвор који води на таван. Са њега су гледали Чикову старију сестру како се самозадовољава. С обзиром на то да Чико не зна шта његова сестра заправо ради, Пико му објашљава да је то што она ради веома лепо, и да исто могу да раде и дечаци. Он му то показује кроз секс. Који дан касније, док је Чикова сестра била у продавници, они користе њена сексуална помагала. Она се раније врати из продавнице и види њих двојицу, па се сакрива иза ћошка и мастурбира.
Pico x Coco x Chico (ぴこ×CoCo×ちこ) (9. октобар 2008)
Пико и Чико су заједно у Токију. Шетајући се, они сретну одбеглог кросдресера Кокоа, који живи у простору испод подземне железнице. Одлучују да преспавају код њега. Уноћ, Пико се буди жедан и одлази по воду. Покушава да пробуди и Чика, али не успева. У дневној соби, Коко се самозадовољава, и Пико то примећује. Он му се придружује. Неки дан касније, Коко нестаје. Пико и Чико, узнемирени због турбулентних међусобних односа јер обојица воле Кока, проналазе несталог на Токијском торњу, на којем схватају да се сва тројица подједнако међусобно воле и имају секс утроје.